# Confrontation (wargame)
Confrontation è un wargame tridimensionale fantasy, in cui i combattenti sono rappresentati da miniature in metallo in scala 28 mm.
Il gioco è ambientato in Aarklash, un mondo di ambientazione fantasy medievale dove cavalieri, maghi, preti e barbari combattono gli uni contro gli altri assieme a creature fantastiche come wolfen, elfi, orchi, goblin e non-morti.
L'intero mondo è in guerra e tutte le fazioni combattono per la supremazia o la sopravvivenza sul continente.
Le regole sono pensate per essere versatili, e sono in grado di rappresentare da una piccola scaramuccia tra pochi guerrieri a una vasta schermaglia tra molte decine di soldati. Le regole sono giunte alla terza edizione.
La prima edizione era disponibile solo in francese e tedesco, mentre la seconda in francese, tedesco, italiano e inglese.

## Modalità di gioco
Tutti i giocatori necessitano di miniature per rappresentare le loro forze. Ogni pezzo ha un costo in punti armata basato sulle sue caratteristiche e abilità, questo permette di equilibrare le forze in campo schierando lo stesso numero di punti armata, in modo che la differenza sia data dalle abilità tattiche dei giocatori. Altro elemento che influenza il gioco è la fortuna o il caso, determinato dai dadi utilizzati per simulare l'andamento dello scontro.

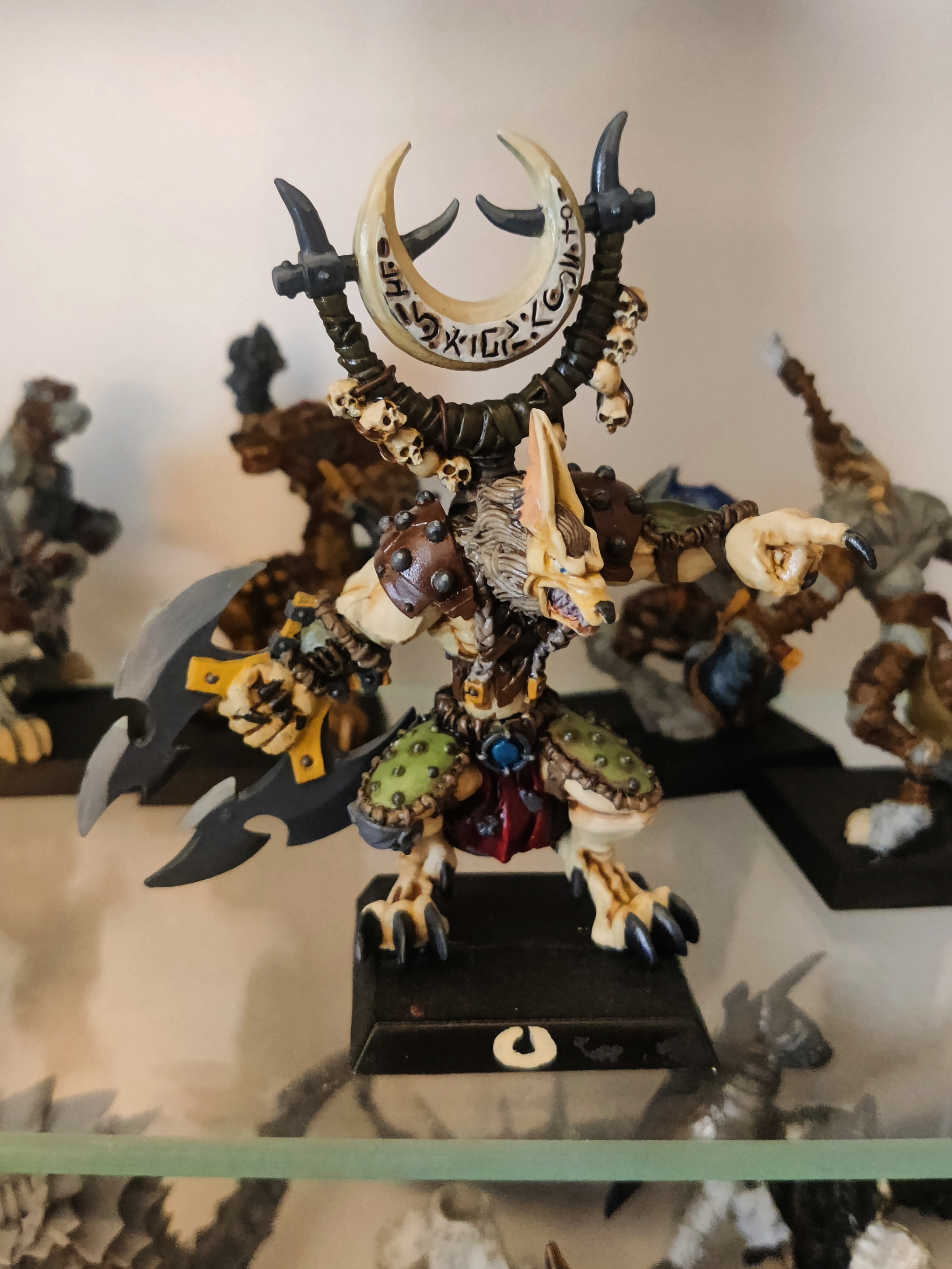
Killyox, capo muta Wolfen.

## Miniature
Le miniature sono da assemblare, queste contenuti in blister insieme alle regole di base del gioco e le carte con le caratteristiche e le abilità della miniatura, sulla medesima carta inoltre è presente una foto o un disegno del modello. 

## Popoli

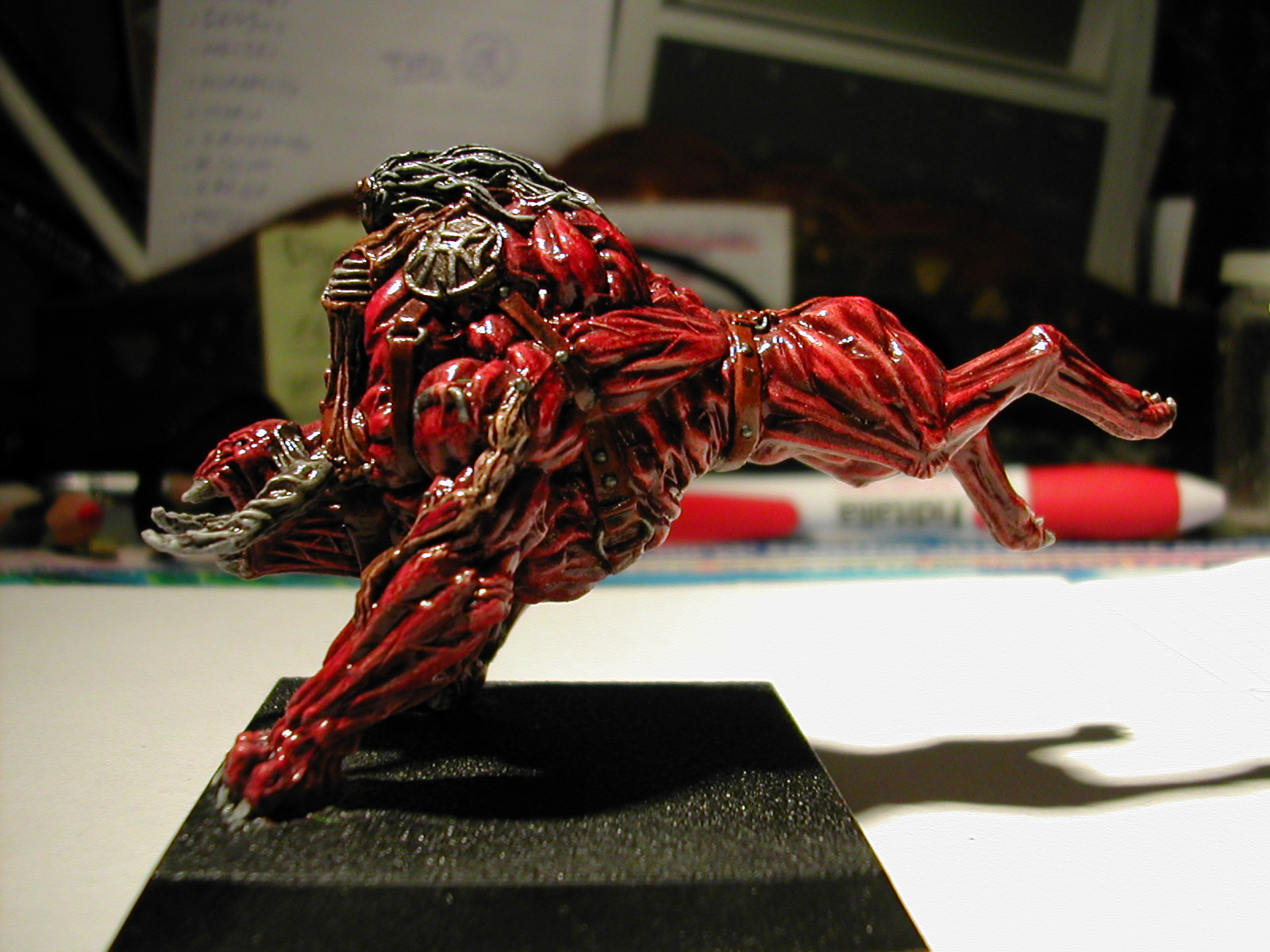
Mastino druno.

Nel mondo di Aarklash esistono diversi popoli:
Alchimisti di Dirzscienziati che si adoperano per inseguire il sogno del loro ispiratore Dirz, creare l'uomo perfetto. Creature da incubo e cloni umani potenziati escono dai loro laboratori genetici;
Cadwalloncittà franca popolata da ogni genere di razza legate da interessi commerciali;
Concordato dell'aquilaunione di razze decise a difendere Aarklash dagli umani;
DivoratoriWolfen che hanno abbandonato la loro fredda madre, la dea della luna, per seguire gli insegnamenti di un dio caduto;
Elfi Cynwällselfi eremiti alleati dei draghi decisi a difendere il mondo dalle tenebre;
Elfi Daïkineeselfi in estinzione difensori della natura e alleati a creature appartenenti al mondo delle fate;
Elfi Akkyshanelfi che vivono in simbiosi con i ragni e che venerano Lilith;
Grifoni di Akkylanniaumani fanatici veneratori di Merin l'unico dio, a caccia del male per purificarlo attraverso il fuoco;
Keltoisbarbari umani che abitano la gran parte delle pianure d'Aarklash alleati dei potenti centauri;
Keltois della tribù dei drunibarbari cannibali alleati con i demoni e in grado di assoggettare gli elementi;
Keltois della tribù dei sessairsalleati degli elementi e protettori della luce;
Leoni Di Alahanil regno che si è fatto carico di proteggere Aarklash dalle forze del male con l'aiuto dei suoi cavalieri;
Limbo d'Acheronbaronia ribelle d'Alahan caduta nelle tenebre nella ricerca del potere e della vita eterna;
Nani Di Mid-Norcreature composte da lembi e organi provenienti da diversi individui e posseduti da spiriti maligni;
Nani di Tir-Na-Bornani che abitano nelle montagne dell'Aegis che costruiscono armi a vapore per affrontare la fine del mondo;
Ofidianiantica razza di serpenti giganti con braccia umane volta a schiavizzare le altre creature;
Orchi di Bran-ô-Korcreati dagli alchimisti di Dirz come manodopera e in seguito ribellatisi ai loro creatori;
Utopia della Sfingeregno fondato dal dio artigiano all'insegna della scienza e della tecnologia;
Wolfen di Ylliagrossi lupi antropomorfi figli di Yillia, la dea della luna e protettori della natura;
Goblin di No-Da-Karbizzarre creature che vivono nelle profondità della terra, al servizio del loro dio, il Dio Ratto, comandati da streghe e veterani di battaglia;